# チェーザレ・デステ
チェーザレ・デステ（Cesare d'Este, 1561年10月8日 - 1628年12月11日）は、モデナ＝レッジョ公。最後のフェラーラ公となった。

## 生涯
フェラーラで、モンテッキオ侯アルフォンソ・デステ（フェラーラ公アルフォンソ1世・デステの庶子）と妃ジューリア・デッラ・ローヴェレの長男として生まれた。従兄はフェラーラ公及びモデナ公アルフォンソ2世・デステである。アルフォンソ2世が嫡子のないまま1597年に死去したため、チェーザレが公位を継いだ。しかし、嫡出子にのみ継承権を認めるとしていた神聖ローマ皇帝ルドルフ2世とローマ教皇クレメンス8世により、1598年にフェラーラ公国は教皇領として没収された。
首都をフェラーラからモデナに移してからは波乱含みであった。フェラーラ貴族とモデナ貴族の対立の仲介に立ち、ガルファニャーナの所有をめぐってルッカ共和国と戦争が起きた。1586年に結婚した妃ヴィルジニア・デ・メディチ（トスカーナ大公コジモ1世の庶子）は早くから精神病を患い、亡くなるまで苦しんだ。
チェーザレ自身は穏やかで信心深い人物だったが、政治的な才能に欠けていた。彼の死後は息子のアルフォンソ3世・デステが継いだ。

## 子女
- ジューリア（1588年 - 1645年）
- アルフォンソ3世（1591年 - 1644年） - モデナ公
- ルイージ（1593/94年 - 1664年） - モンテッキオ及びスカンディアーノの僭主
- ラウラ（1594年 - 1630年）
- カテリーナ（1595年 - 1618年）
- イッポーリト（1599年 - 1647年）
- ニッコロ（1601年 - 1640年）
- ボルソ（1605年 - 1657年）
- フォレスト（1606年 - 1639/40年）
- アンジェラ（? - 1651年） - 尼僧